# Baliga asakurae
Baliga asakurae är en insektsart som först beskrevs av Okamoto 1910.  Baliga asakurae ingår i släktet Baliga och familjen myrlejonsländor. Inga underarter finns listade i Catalogue of Life.